# Suita
Suita (吹田市 Suita-shi) là một thành phố đô thị loại đặc biệt thuộc tỉnh Ōsaka, Nhật Bản. Thành phố rộng 36,11 km², ở phía bắc phần trung tâm của tỉnh, và có 355.206 dân (ước tính ngày 1/8/2008).